# 衛周胤
卫周胤（1606年—1660年），字邰孙，一字斯盛。明末清初政治人物。山西曲沃县通利坊人。

## 生平
父客死于仪真。母亲许氏将周胤与弟周祚抚养成人。周胤中式崇祯三年（1630年）举人，崇祯七年（1634年）进士。工部觀政，八年授浙江金华府推官，十五年行取，考选四川道监察御史，催運漕儲，巡按居庸关。
清顺治元年（1644年），降清，仍任御史，巡按直隶真定、顺德、广平、大名四府，疏言：“巡行各處。極目荒涼。舊額錢糧。尚難敷數。況地畝荒蕪。百姓流亡。十居六七。”历官河南道监察御史、大理寺寺丞，升少卿。顺治十年（1653年）升工部左侍郎，不久转兵部右侍郎、左侍郎。顺治十一年（1654年）八月，因德州生员吕煌窝逃事件牵连，降三级，调外用。终未补官。
弟衛周祚，官至保和殿大學士、戶部尚書。

## 墓志铭
曲沃縣張寨村一九八〇年代發掘出明朝末年衛周胤與夫人韓氏的兩塊墓誌銘。衛周胤墓誌銘是清代大學士金之俊撰，韓氏墓誌銘則由清代大學士梁清標撰，梁清標還撰有《衛侍郎傳》。總督河道朱之錫也撰有《衛周胤墓誌銘》，以上傳記資料皆可作爲硏究其生平的參考文獻。

## 著作
衛周胤著述有《寄園藏稿》、《扐餘草》、《文集》，今仅存《寄园藏稿》二册。